# ایزوتون
در فیزیک هسته‌ای، ایزوتون (به انگلیسی: Isotone) به هسته‌هایی گویند که تعداد نوترون‌های برابر داشته باشند و تعداد پروتون های نابرابر. به‌طور مثال کربن-14 و بور-13 با داشتن 8 نوترون ایزوتون یکدیگرند.